# János Fadrusz
János Fadrusz (n. 2 septembrie 1858, Pojon, azi Bratislava - d. 28 octombrie 1903, Budapesta) a fost un sculptor maghiar, discipol al sculptorului vienez Edmund Heller.
S-a căsătorit în 1895 cu Anna Deréky (cunoscută și ea ca sculptoriță talentată).
A devenit un sculptor faimos și cunoscut imediat după prima lui statuie (o răstignire), prezentată la Budapesta în Muzeul de Artă în 1891 și expusă mai târziu și la Viena, în Kunsthistorisches Museum, la Szeged, la Pozsony (Bratislava), și în sfârșit la Exeter în Anglia. O copie poate fi văzută în biserica Sfântul Mihail din centrul Clujului și alta este pusă pe mormântul artistului. 
Cea mai cunoscută operă a sa este Ansamblul monumental Matia Corvin din Cluj, pentru care a primit premiul întâi la Expoziția Mondială de la Paris (1900). Printre alte opere realizate de el se numără Monumentul Wesselényi din Zalău, statuia Tuhutum din Zalău, precum și o alte statui amplasate la Budapesta, Szeged, Bratislava și Caransebeș. Nu toate au rezistat trecerii timpului.
Statuia împărătesei Maria Terezia a Austriei, considerată una dintre cele mai reușite realizări ale sculptorului, amplasată la Bratislava (Pozsony) în 1896, a fost distrusă de naționaliști slovaci în anul 1921.
În data de 31 octombrie 1902 a devenit „Doctor Honoris Causa” al Universității Franz Josef din Cluj, iar în noiembrie 1902 a fost numit cetățean de onoare al Clujului.

## Galerie de imagini

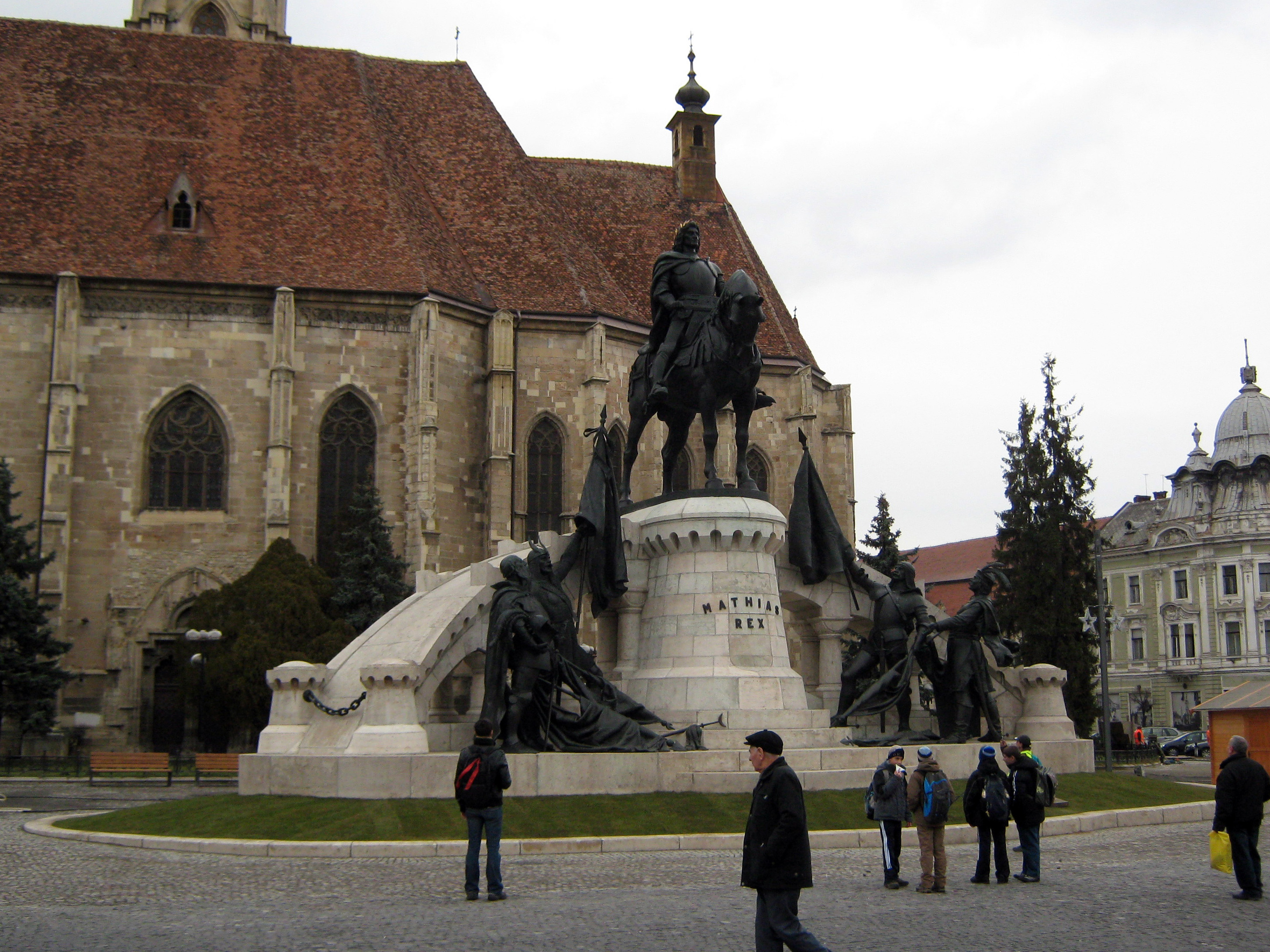
Ansamblul monumental Matia Corvin din Cluj
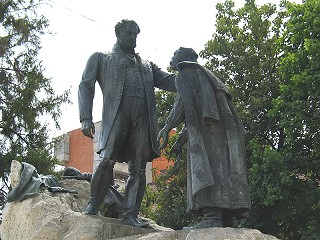
Monumentul Wesselényi din Zalău
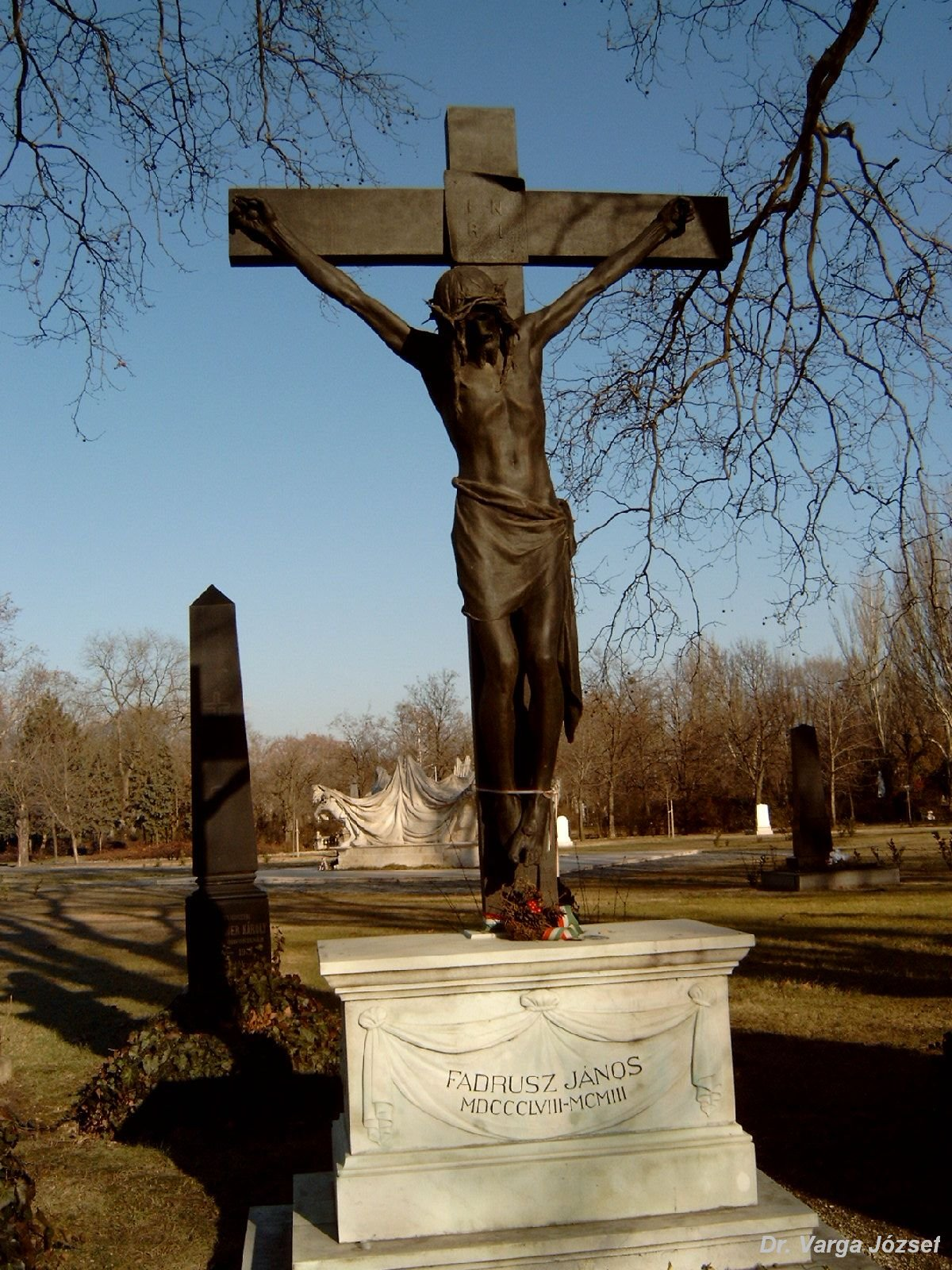
Mormântul lui Fadrusz